# Namur grófjainak listája

A namuri őrgrófok címere

A Namuri Őrgrófság középkori államalakulat volt, nagyjából a mai belga Namur tartomány területén. Történelme során számos alkalommal vesztette el önállóságát és került a szomszédos feudális államalakulatok, mint például a Flamand grófság, az Hainaut-i grófság vagy a Burgundi Hercegség befolyása alá.
Az alábbi lista tartalmazza a namuri márkik és márkinők neveit, a cím általában apáról fiúra szállt, a kivételek feltüntetve. A zárójelben lévő évszámok az uralkodás évét jelölik.

## Namur grófjai
- Róbert (? – 884 - ?)
- Berengár (875/85 – 946 előtt)

### Namur-ház
| Uralkodó               | Uralkodott                           | Megjegyzés                                                       |
| ---------------------- | ------------------------------------ | ---------------------------------------------------------------- |
| I. Róbert (* 925 k.)   | gr.: 946, †974                       |                                                                  |
| I. Albert (* 950 k.)   | gr.: 991, †1011                      |                                                                  |
| II. Róbert             | gr.: 1011, †1031                     |                                                                  |
| II. Albert (* 1000 k.) | gr.: 1031, †1063 júliusa             |                                                                  |
| III. Albert (* 1027)   | gr.: 1063, †1102. június 29.         |                                                                  |
| I. Godfrey (* 1068)    | gr.: 1102, †1139. augusztus 19.      |                                                                  |
| I. Vak Henrik (* 1112) | gr.: 1139–1189, †1196. augusztus 14. | Namuri Alice, Henrik nővére, IV. Balduin hainaut-i gróf felesége |

## Namur őrgrófjai

### Hainaut-ház
| Uralkodó                    | Uralkodott                     | Megjegyzés                                                              |
| --------------------------- | ------------------------------ | ----------------------------------------------------------------------- |
| I. Baldvin (* 1150)         | gr.: 1189, †1195. december 17. |                                                                         |
| I. Fülöp (* 1174. márciusa) | gr.: 1196, †1212. október 9.   |                                                                         |
| Jolánta (* 1175)            | gr.-nő: 1212–1217, †1219       | Fülöp nővére, házassága révén latin császárné, férje Peter de Courtenay |

### Courtenay-ház
| Uralkodó             | Uralkodott                        | Megjegyzés                                         |
| -------------------- | --------------------------------- | -------------------------------------------------- |
| II. Fülöp (* 1195)   | gr.: 1217, †1226                  |                                                    |
| II. Henrik (* 1206)  | gr.: 1226, †1229                  | Fülöp öccse                                        |
| Margit (* 1194)      | gr.: 1229–1237, †1270. július 17. | Henrik nővére                                      |
| II. Baldvin (* 1217) | gr.: 1237–1256, †1273             | Margit öccse, a Latin Császárság utolsó uralkodója |

### Luxemburg-ház
| Uralkodó             | Uralkodott                          | Megjegyzés |
| -------------------- | ----------------------------------- | ---------- |
| III. Henrik (* 1216) | gr.: 1256–1264, †1281. december 21. |            |

### Dampierre-ház
| Uralkodó                        | Uralkodott                        | Megjegyzés  |
| ------------------------------- | --------------------------------- | ----------- |
| I. Guy (* 1226)                 | gr.: 1263–1297, †1305. március 7. |             |
| I. János (* 1267)               | gr.: 1297, †1330. január 31.      |             |
| II. János (* 1311)              | gr.: 1330, †1335. április 2.      |             |
| II. Guy (* 1312)                | gr.: 1335, †1336. március 12.     | János öccse |
| III. Fülöp (* 1319)             | gr.: 1336, †1337 szeptembere      | Guy öccse   |
| I. Vilmos (* 1324)              | gr.: 1337, †1391. október 1.      | Fülöp öccse |
| II. Vilmos (* 1355. január 22.) | gr.: 1391, †1418. január 10.      |             |
| III. János                      | gr.: 1418, †1429. március 1.      |             |

1421-ben János a címet és a vele járó uradalmakat eladta Jó Fülöp burgundi hercegnek.

### Burgundiai-ház
- 1421-1467 – III. Fülöp, ugyanezen a néven burgund herceg
- 1467-1477 : Merész Károly burgund herceg
- 1477-1482 : Burgundi Mária, Károly lánya, férje Miksa osztrák főherceg.

### Habsburg-ház
- 1493-1519 : I. Miksa, Mária férje
- 1519-1556 : II. Károly, Miksa unokája és V. Károly néven német-római császár

1549-ben VI. Károly császár kihirdette a Pragmatica sanctiót, amely több más rendelkezése mellett egyesítette a németalföldi tartományokat a Habsburg-ház uralma alatt. Amikor Károly örökösei között felosztotta birodalmát, a Tizenhét Tartomány néven ismert németalföldi birtokok II. Fülöp spanyol király birtokába kerültek.
- 1556-1598 : V. Fülöp, II. Fülöp néven spanyol király
- 1598-1621 : Izabella Klára Eugénia spanyol infánsnő (Fülöp lánya, férje VII. Albert osztrák főherceg)
- 1621-1665 : VI. Fülöp, Izabella Klára Eugénia féltestvére, valamint IV. Fülöp néven spanyol király
- 1665-1700 : III. Károly, II. Károly néven spanyol király

II. Miksa Emánuel bajor választófejedelem 1692–1706 között Spanyol-Németalföld királyi kormányzója volt. A gyermektelen II. Károly spanyol király Miksa legidősebb fiát, József Ferdinándot jelölte meg általános örökösének, aki azonban hatéves korában váratlanul meghalt. Miksa visszatért Münchenbe, és a franciák oldalán lépett be a spanyol örökösödési háborúba, mindeközben a tartomány kormányzója maradt.
1706 és 1714 között Namur területét angol és holland csapatok szállták meg. A tartományt mint a Habsburg, mind a francia Bourbon-ház magának követelte. 1712-ben Namur és Luxemburg tartományokat a franciák II. Miksa Emánuel bajor választófejedelemnek adták, de a háborút lezáró 1713-as utrechti szerződés értelmében Miksa visszakapta bajor fejedelmi címét, és a tartomány az osztrák Habsburgok birtokába került.
- 1714-1740 : IV. Károly, III. Fülöp dédunokája (VI. Károly néven német-római császár, III. Károly néven magyar király)
- 1740-1780 : Mária Terézia, IV. Károly leánya, férje I. (Lotaringiai) Ferenc
- 1780-1790 : I. József, II. József néven osztrák és német-római császár
- 1790-1792 : Lipót, II. József bátyja, II. Lipót néven német-római és osztrák császár

Az őrgrófság 1795-ben ténylegesen megszűnt, miután a francia köztársasági csapatok megszállták Osztrák-Németalföldet, közte Namurt is, és beolvasztották a Francia Köztársaság három új megyéjébe. A címre azonban II. Lipót utódai továbbra is jogot formáltak egészen az utolsó Habsburg-házi uralkodó, I. Károly osztrák császár lemondásáig.
- 1792-1835 : Ferenc, aki II. Ferenc néven német-római császár volt
- 1835-1848 : Ferdinánd, aki I. Ferdinánd néven osztrák császár és cseh király, V. Ferdinánd néven magyar király volt
- 1848-1916 : Ferenc József, II. Ferenc unokája,

## Fordítás
- Ez a szócikk részben vagy egészben  a   Marquis of Namur című angol Wikipédia-szócikk ezen változatának fordításán alapul.  Az eredeti cikk szerkesztőit annak laptörténete sorolja fel. Ez a jelzés csupán a megfogalmazás eredetét és a szerzői jogokat jelzi, nem szolgál a cikkben szereplő információk forrásmegjelöléseként.